# ويليام فورستر (محامي)
ويليام فورستر (بالإنجليزية: William Forster)‏ هو قاضي ومحامي أسترالي، ولد في 15 يونيو 1921 في سيدني في أستراليا، وتوفي في 31 يناير 1997.